# المشاع الإبداعي

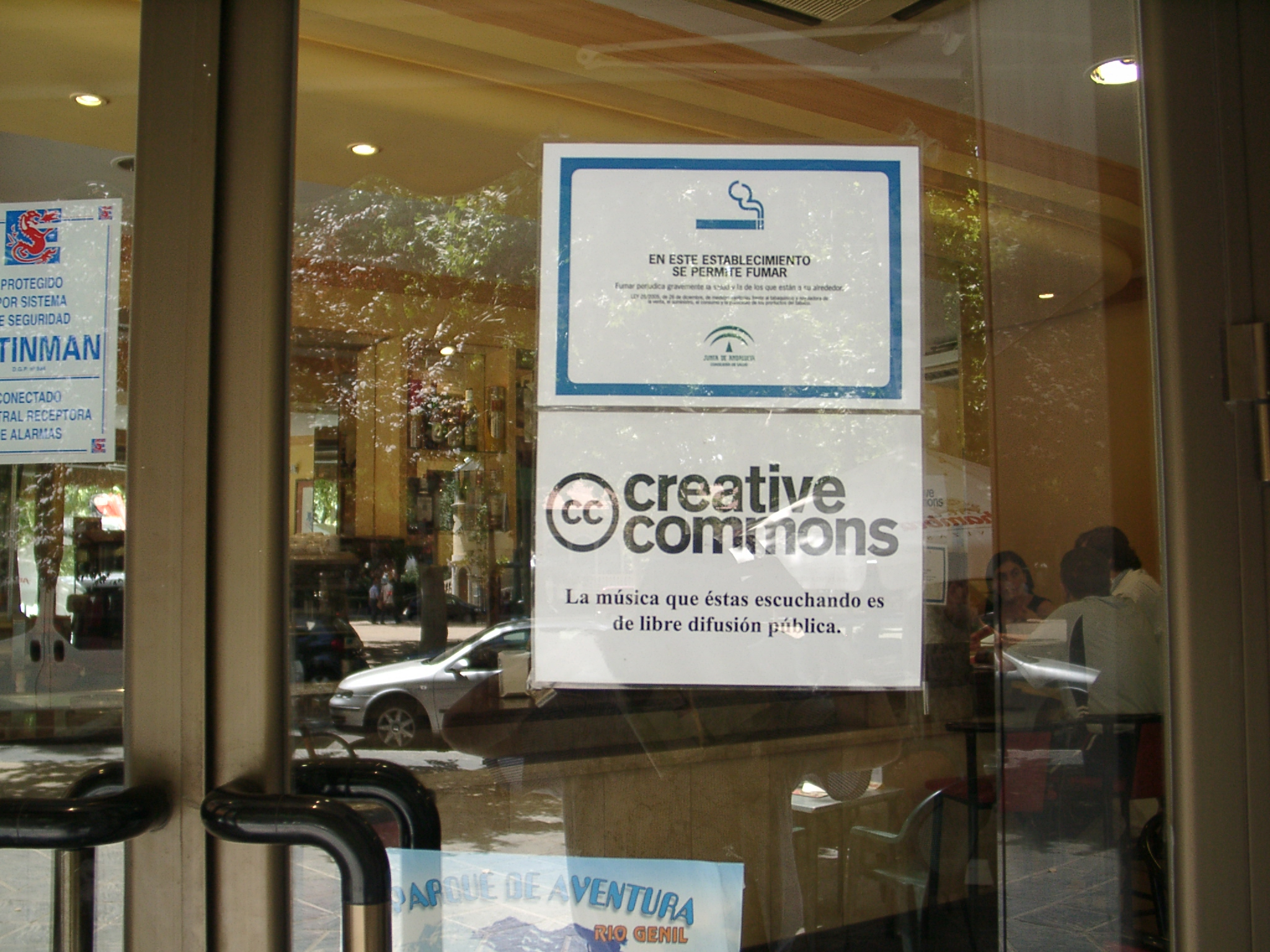
لافتة على حانة في غرانادا تشير إلى أن الموسيقى المسموعة بداخله مسموح لها بالتداول الحر باستخدام رخصة المشاع الإبداعي

مؤسسة المشاع الإبداعي (بالإنجليزية: Creative Commons) هي منظمة غير ربحية مقرها مدينة سان فرانسيسكو في الولايات المتحدة الأمريكية، تهدف إلى توسيع مجال الأعمال الإبداعية المتاحة للناس لاستغلالها والبناء عليها على نحو يتوافق مع متطلبات قوانين الملكية الفكرية.
أصدرت المنظمة عدة رخص للملكية الفكرية تعرف باسم رخص المشاع الإبداعي، والتي تسعى لترويجها ليستخدمها المبدعون مجانا لترخيص المصنفات الفكرية التي ينتجونها. تُمكن هذه الرخص المؤلفين من توضيح الحقوق التي احتفظوا بها لأنفسهم على المصنف موضوع الترخيص، والحقوق التي يتنازلون عنها لصالح المتلقين أو المؤلفين الآخرين، وذلك بطريق صفحة واحدة توضح ما لكل طرف من طرفي الترخيص بعبارات بسيطة ورموز أيقونية، وهي «الحجة». وتميز هذه البساطة في الصياغة رخصة المشاع الإبداعي عن غيرها، كما تسهل بنية الرخصة المفصلية على المؤلف تحديد الحقوق التي يحتفظ بها والتي يتنازل عنها. موسوعة ويكيبيديا هي إحدى مشروعات الويب التشاركية المرخصة بإحدى تنويعات رخصة المشاع الإبداعي.
أسس المنظمة سنة 2001 لورنس لسك وهال أبلسن وإرك إلدرد بدعم من «مركز الملك العام» الأمريكي، وصدرت المجموعة الأولى من الرخص في ديسمبر 2002، وقدر عدد المصنفات المنشورة بإحدى تنويعات رخصة المشاع الإبداعي في 2008 بما مقداره 130 مليونا...

## تنويعات رخصة المشاع الإبداعي
ستة خيارات مجتمعة في أربعة عناصر تحدد الاستخدامات المختلفة هي «النسبة» و«غير التجاري» و«الترخيص بالمثل» و«بلا اشتقاق»:
- النسبة: يتطلب هذا الشرط ذكر اسم صاحب المصنف وعنوان المصنف وتفاصيل المصدر المعقول ذكرها (رمز: BY)
- غير التجاري: يتطلب هذا الشرط عدم استخدام المصنف لأغراض ربحية (رمز:NC)
- منع الاشتقاق للعمل: يتطلب هذا الشرط عدم تعديل المصنف أو استخدامه ضمن أي مصنف آخر ينتج عنه مصنف محور (رمز: ND)
- الترخيص بالمثل: يتطلب هذا الشرط مشاركة المصنف، أو أي مصنف أخر استعمل به المصنف المرخص، بنفس الشروط التي رخص بها المصنف الأصلي (اختصار: SA)

بالتركيب بين العناصر الأربع يتوفر لنا ستة خيارات كمثال عن ذلك
- نسب المصنف - الترخيص بالمثل (CC-BY-SA)

## مشروعات تصدر محتوى مرخصا برخصة المشاع الإبداعي
- ويكيبيديا محتواها مُرخَّص برخصة النِّسبة-الترخيص بالمثل منذ يونيو 2009
- موسوعة القانون (جوريسبيديا)

## الأثر والنفوذ
وصفت المشاع الإبداعي بأنها في مقدمة حركة المشاعية الفكرية في عالم اليوم، التي تسعى لإغناء الملك العام الفكري بإتاحة بدائل غير «جميع الحقوق محفوظة» المعتادة.
تسعى المشاع الإبداعي إلى مواجهة ما تراه المنظمة بيئة ثقافية وقانونية تُضيّق على التشارك والإبداع، الأصل فيها هو الحماية المفرطة والسماح هو الاستثناء الذي يتوجب الإعلان عنه، وأحيانا لأعمال لم يعد مؤلفوها الأصليون موجودون، أو يتعذر التواصل الفعّال مع حملة حقوق الملكية الفكرية أو تزداد كلفته بشكل معيق.

## انتقادات

### انتقادات عامة
يحاج بيتر بنيمين توت بأن أهداف المشاع الإبداعي تحققها بالفعل منظومة قوانين حقوق الطبع القائمة بالفعل وأن شعار «بعض الحقوق محفوظة» يخلق ازدواجة لا مبرر لها، حيث تحوي منظومة قوانين حقوق الملكية الفكرية تتيح لحائز حق الملكية الفكرية تعيين ما يريد الاحتفاظ به من حقوق، وما يريد بيعه أو التنازل عنه، وأنه لهذا فإن «بعض الحقوق محفوظة» ليس بديلا عن حقوق الطبع التقليدية بل هو لُبُّها. بينما يرى منتقدون آخرون أن المشاع الإبداعي قد يؤدي إلى تآكل نظام الملكية الفكرية بمرور الوقت.
يرى منتقدون آخرون وجوب إعادة النظر في منظومة الملكية الفكرية إلا أنهم يرون أن المشاع الإبداعي ليس سوى حل تعاقدي مؤقت، وأنه يُنحّي الجمهور عن التحرّك والحشد بهدف مراجعة جذرية لقوانين الملكية الفكرية خاصة في الولايات المتحدة، حيث تطول مدد الحماية وتسيطر الشركات الكبرى على جانب كبير من المصنفات الفكرية.
بينما يرى آخرون مثل جفري هارِسُن أن المشاع الإبداعي متساهل للغاية ويحذر من ترك أحد أهم الموارد، وهو الإبداع الفردي، من أن يلقى في خضم المشاع ليستغله - ربما على نحو سيئ - كل من لديه وقت فراغ وقلم.
كما يتسائل آخرون عن جدوى المشاع الإبداعي للفنانين، ويحاجون بأن المشاع الإبداعي يستهدف أساسا ثقافة يسودها «المزج» مما هو قائم بالفعل عوضا عن إنتاج أصيل، تعجز عن الوفاء بمتطلبات الفنان الواقعية من عائد مادي وتقدير أدبي، خاصة ف يمجال الفنون البصرية، كما يرى بعضهم أن النظام الذي لا يتيح للفنانين الحصول على عائدات مادية من أعمالهم قد يدفع الفنانين إلى الإحجام عن التشارك بأعمالهم.
في المقابل فإن مؤسسَ المشاع الإبداعي لُورَنس لِسِگ يدفع بأن قوانين الملكية الفكرية لم تُنفِذ فيما مضى حماية بالغة طول الأمد والتضييق كما هو الحال مع قوانين اليومن وأن أمد الحماية كان محدودا لعدد أقل من السنوات وأن بعض المصنفات لم تشملها الحماية بتاتا لأنها لم تتبع النسق الإلزامي الذي أصبح اليوم مهجورا.
و تشمل انتقادات أخرى تساءلات عما إذا كان المشاع الإبداعي يمكنها حقا أن تكون «المشاع» الذي تصبو لتحقيقه في ضوء أن بعض القيود توجد على قدرة استعمال الأفرادِ المواردَ، وأن المشاع الإبداعي بقصر عن تعريف «الإبداع».
و يرى دافيد بري أن تأسيس منظمة المشاع الإبداعي ورخصها ليس الوسيلة المثلى لإنشاء مشاع من المحتوى الأصيل، بل إن المشاع ينبغي إنساؤه والحفاظ عليه بثيرورة سياسية وبطريق النشاط السياسي، لا بطريق تقنين المحامين قواعدَ جديدة.

## انتشار الرخصة وتوافقيتها
ينتقد بعضهم كذلك المشاع الإبداعي بأنها تقدم رخصاً عديدة غير متوافقة مع بعضها البعض وبالتالي تقلل من انتشار نمط الترخيص المشاعي وتوافقية التراخيص. فلأن الرخص الست تعمل بطرق متباينة، فإن المصنفات المرخصة وفق إحدة التنويعات قد يتعذر جمعها مع المرخصة بتنويعة غيرها دون الوقوع في مخالفة الرخصة.

## إساءة الاستعمال
يشكو بعض حائزوا حقوق الملكية الفكرية من أن مستخدمي الإنترنت، بسبب سهولة وسم وإعادة نشر المصنفات، يَسِمُونَ خطأ مصنفاتهم المحمية حقوقها بأنها برخصة المشاع الإبداعي وينشرونها على الإنترنت، وبأن هذا نابع من سوء فهم لطبيعة الرخصة ودورها ومفهوم الملكية الفكرية عموما.

## مؤسسة البرمجيات الحرة
نبذ رتشرد ستولمان مؤسس مؤسسة البرمجيات الحرة بعض رخص المشاع الإبداعي لأنها لا تمنح جميع الناس الحق الأدنى المطلوب من الحرية للتشارك لغير الأهداف الربحية. كما انتقدها ماكو هِل بأنها عجزت عن تعيين حد أدنى من الحرية الذي يجب أن تضمنه كل تنويعات رخصة المشاع الإبداعي والمُرَخِّصون بها والمُرَخَّصِ لهم بها، وبأنها عجزت عن الالتزام بموقف اخلاقي واضح فأضحت فرصة ضائعة وبأنها تنازلت عن المطالبة بعالم فيه «الحقوق الاساسية لا يمكن نقضها» إلى نداء خافت بأن «بعض الحقوق محفوظة»، كما يرى البعض أن شهرة المشاع الإبداعي وجاذبية علامتها التجارية قد تُخفِتُ وتُلهي عن منظمات أخرى معنية بالمحتوى الحر أهدافها أكثر طموحا.

## العالم غير الصناعي
يحاج بعض المعنيين بمسائل الإبداع والتشارك والملكية الفكرية في غير الدول الصناعية المتقدمة بأن البيئة المبالغة في الحماية التي تسعى المشاع الإبداعي إلى تغييرها والتقليل من قيودها ظهرت معالمها أولاً في بلدان العالم الصناعي قبل أن تتحول إلى قضية ملحة فيها تستوجب مثل هذا التحرك، وأن تلك الدول سعت عبر قدرتها على تحريك الآليات الدولية والحشد والضغط بنشر تلك البيئة المقيِّدة وفرضها على المجتمع الدولي باتفاقات الملكية الفكرية الدولية، وأنه لهذا السبب فإن المشكلة التي تسعى المشاع الإبداعي لحلها غير موجودة أساساً في غير تلك الدول الصناعية. غير أن رؤية مضادة لهذا الموقف هي أن شيوع ثقافة التشارك والمشاعية الفكرية فيه حماية من استغلال الشركات الكبرى والدول الكبرى للمجتمعات الأفقر، ومقاومة لتغلغل أفكار الحماية المفرطة.

## انتقادات أخرى والاستعمال غير التجاري
يرى منتقدون مثل إرك مولر أن تنويعات رخصة المشاع الإبداعي التي تشترط الاستعمال غير التجاري ليست متوافقة مع عديد من مواقع المحتوى المفتوح، بما فيها ويكيبيديا، التي تسمح وتحث على بعض الاستعمال التجاري، ويوضّح أن الذين سيتضررون من حظر الاستعمال غير التجاري على الأغلب ليست الشركات الكبرى، بل هم الناشرون الصغار والمدونون ومحطات الإذاعة التي تعتمد على الإعلانات والصحف المحلية. بينما يردّ لُورَنس لِسِگ بأن هذه كلها موازنات ما بين طرفين بعيدين وبأن المؤلفين بوسعهم اختيار الرخص ذات القيود الاقل إن شاءوا، وبأن في هذا حماية من منع استغلال الآخرين إبداعات المؤلفين ماليا قبل أن يتمكنوا هم من ذلك، وبأن في هذا فائدة لتشجيعهم على نشر أعمالهم.

## دبيان
توزيعة جنو لينكس دبيان المعروفة بتشددها في الالتزام بمعايير تعريف محدد للبرمجيات الحرة ترى أنه حتى رخصة المشاع الإبداعي: النسبة، وهي أقل الرخص تقييدا لحقوق المتلقين، لا تلبي معايير دبيان للبرمجيات الحرة بسبب القيود التي تفرضها على نظم إدارة الحقوق الرقمية مما يؤثر على القدرة على التوزيع في حالات خاصة)، ولاشتراطها بأن المستغلين عليهم إزالة النسبة إلى المؤلف إن طلب ذلك. وقد سعت المشاع الإبداعي إلى تلافي ذلك القصور بتعديل الرخصة، التي أصبحت في إصدارتها رقم 3.0 متوافقة مع معايير دبيان.

## وصلات خارجية
- الموقع الرسمي
- المشاع الإبداعي (موقع باللغة العربية)